# Diego Fainello
Diego Fainello (27 de noviembre de 1986) es un cantante, músico y arreglista de las canciones del dueto italiano Sonohra constituido por él y su hermano Luca, quien también compone junto a él. Él es el que se dedica a componer la música y todos los arreglos de las canciones. Ambos son oriundos de la ciudad de Verona. Ellos fueron los ganadores debutantes de la edición 2008 del Festival de la Canción de San Remo, lanzándose así a la fama rotunda.

## Biografía
Diego es el menor de los hermanos Fainello. La influencia de su hermano mayor Luca al haber escogido la música como camino fue un hecho determinante para Diego, lo cual lo conllevó a querer seguir el mismo camino. 
El formó con su hermano Luca el dúo 2ttO, respectivamente a la edad de 14 (Diego) y 18 (Luca) años, cuando cantaron en el programa de TV infantil llamado UFO Baby, y de esta manera lanzaron un álbum llamado 'Grido'.
Más adultos Luca (24 años) y Diego (20 años) cambian su nombre por Domino y graban la canción "Come tu mi vuoi", antes de lanzar su primer clip. Luego cambian su nombre a Sonohra y comienzan con su éxito mundial. Dentro del dueto destaca por ser quien canta la mayor parte de lo que duran sus canciones, aunque alguna que otra, como Oltre i suoi passi, con Claudia "Cloe" Sala, fue cantada sólo por su hermano Luca y por Claudia; además es quien compone la música, y su hermano mayor escribe las letras de las canciones. Su madre es Elisa Manfrini y su padre Luciano Fainello.
- Datos: Q5806080